# Kvarnsjön (Gustavsbergs socken, Uppland)
Kvarnsjön är en sjö i Värmdö kommun i Uppland och ingår i Norrström-Tyresåns kustområde. Sjön har en area på 0,145 kvadratkilometer och ligger 16,8 meter över havet.

## Delavrinningsområde
Kvarnsjön ingår i det delavrinningsområde (658011-164486) som SMHI kallar för Rinner till Baggensfjärden. Medelhöjden är 24 meter över havet och ytan är 21,03 kvadratkilometer. Det finns inga avrinningsområden uppströms utan avrinningsområdet är högsta punkten. Avrinningsområdets utflöde mynnar i havet, utan att ha någon enskild mynningsplats.